# Pau Miquel
Pau Miquel Delgado (San Quirce del Vallés, Barcelona, 20 de agosto de 2000) es un ciclista español que compite con el equipo Kern Pharma.

## Biografía
Pau Miquel se inició en la bicicleta en 2012 en un club de mountain bike de Sabadell. Compaginaba su carrera deportiva con sus estudios de psicología.
En 2016 finalizó segundo en la prueba de ruta y tercero en la contrarreloj del campeonato de España de ruta, en la categoría cadete (15-16 años). Entre los júnior (17-18 años), confirmó en su primera temporada en 2017 con un tercer puesto en el campeonato de España de contrarreloj. En 2018 finalizó tercero en la clasificación final de la Copa de España Júnior, gracias sobre todo al éxito obtenido en una de sus pruebas, la Cursa Ciclista del Llobregat. El mismo año, conoce sus selecciones en la selección nacional, en particular para la París-Roubaix juniors o los campeonatos de Europa.
En 2019 fichó por el Lizarte, uno de los mejores clubes españoles, por su paso por el filial (sub-23). en agosto de 2020 entró en el Equipo Kern Pharma como stagiaire para confirmar su puesto en el equipo a partir de 2021.

## Palmarés
- Aún no ha conseguido victorias como profesional.

## Resultados

### Grandes Vueltas
| Carrera | Carrera         | 2022 | 2023 | 2024 |
| ------- | --------------- | ---- | ---- | ---- |
|         | Giro de Italia  | —    | —    | —    |
|         | Tour de Francia | —    | —    | —    |
|         | Vuelta a España | Ab.  | —    | 58.º |

### Vueltas menores
| Carrera | Carrera              | 2022 | 2023  | 2024 |
| ------- | -------------------- | ---- | ----- | ---- |
|         | Volta a Cataluña     | —    | 108.º | 83.º |
|         | Vuelta al País Vasco | —    | —     | Ab.  |
|         | Tour de Romandía     | 49.º | —     | —    |

### Clásicas y Campeonatos
| Carrera               | Carrera               | 2022 | 2023 | 2024 |
| --------------------- | --------------------- | ---- | ---- | ---- |
| Flecha Valona         | Flecha Valona         | —    | 54.º | —    |
|                       | Lieja-Bastoña-Lieja   | 63.º | 99.º | —    |
| Clásica San Sebastián | Clásica San Sebastián | 47.º | 51.º | 37.º |
| París-Tours           | París-Tours           | —    | 43.º | 63.º |
| Europeo en Ruta       | Europeo en Ruta       | —    | —    | 18.º |
| España en Ruta        | España en Ruta        | Ab.  | 19.º | 19.º |

—: no participa

Ab.: abandono

## Equipos
- Kern Pharma (stagiaire) (2021)
- Kern Pharma (2022-)